# Psychoanalytické směry
Psychoanalýza je vnitřně značně diferencována a štěpí se na řadu škol a směrů.

## Klasická teorie (též freudiáni)
- Sigmund Freud – zakladatel, definoval pojmy nevědomí, předvědomí, oidipovský komplex, libido, analita, oralita, kastrační komplex, narcismus, pud života a pud smrti (Eros a Thanatos), Já, Ono, Nadjá (Ego, Id, Superego), přenos
- Karl Abraham – rozvijel sexuální teorii, diferencoval anální a orální stádia vývoje libida
- Ernest Jones – Freudův životopisec
- Theodor Reik – studie o Gustavu Flaubertovi
- Helene Deutschová – definovala "jako by osobnost"
- Otto Rank – definoval porodní trauma
- Sándor Ferenczi – definoval pojmy introjekce, preoidipovské
- Janine Chasseguet-Smirgelová – redefinovala pojem kastrace, zkoumala vztah perverze a kreativity
- Bruno Bettelheim – rozvíjel psychoanalytický přístup k autismu
- Moses Laufer – rozvíjel teorii tělesného obrazu a řešil téma adolescence

další představitelé: Franz Alexander, Abram Kardiner, Viktor Tausk, Sandor Radó, Lou Andreas-Salomé, Otto Fenichel, Otto Isakower, Marie Bonapartová, Wilhelm Stekel

## Individuální psychologie
- Alfred Adler – definoval pojmy mužský protest, komplex méněcennosti

## Analytická psychologie
- Carl Gustav Jung – definoval pojmy komplex, kolektivní nevědomí, archetyp, anima/animus, introverze/extroverze
- Joseph Campbell – rozvíjel teorii archetypu hrdiny
- Marie-Louise von Franz – výklad pohádek

## Freud-marxismus
- Wilhelm Reich – pokoušel se o sexuální politickou ekonomii, definoval pojem orgon
- Otto Gross – hlásal sexuální revoluci
- Otto Fenichel – teorii nudy
- Herbert Marcuse – zkoumal, jak společnost utlačuje pudy
- Charles Wright Mills – ztotožnil Freudovo Id a Marxovu svobodu
- Erich Fromm – rozvíjel teorii destruktivity a náboženství
- Wolfgang Fritz Haug – zkoumal reklamní fetišismus

## Kleiniáni
- Melanie Kleinová – definovala pojmy projektivní identifikace, dobrý a zlý prs, paranoidně-schizoidní pozice, depresivní pozice
- Wilfred Bion – definoval pojem kontejnování
- Herbert Alexander Rosenfeld – rozlišil libidinosní a destruktivní narcismus
- Joan Rivierová – koncept "ženství jako maškarády"
- Hanna Segalová – analýzy umění, symboliky, války

další představitelé: Paula Heimannová, Susan Sutherland Isaacsová

## Egopsychologie (též Strukturální teoretici)
- Anna Freudová – rozvíjela teorii obran, definovala pojem identifikace s nepřítelem
- Margaret Mahlerová – definovala separačně-individuační proces
- Edith Jacobsonová – rozvíjela teorii pudu, definovala pojem self-reprezentace (self-esteem)
- Hans Loewald – redefinoval primární a sekundární proces, zkoumal roli jazyka ve vývoji
- Erik Erikson – zkoumal vztah pudovosti a kultury
- Otto Kernberg – propojil objektní teorii a teorii Self, teorie hraniční (borderline) poruchy
- Heinz Hartmann – rozvíjel teorii adaptace, definoval pojmy bezkonfliktní funkce Ega, neutralizace pudu, průměrně očekávané prostředí
- Joseph Sandler – definoval tříschránkový model nevědomí
- René Spitz – definoval pojem separační úzkost
- Wolfgang Schmidbauer – definoval syndrom pomocníka

Další představitelé: Ernst Kris, Paul Federn, Edward Glover, David Rapaport

## Britští objektní teoretici (též Nezávislá škola, Britská psychoanalýza)
- Donald Woods Winnicott – definoval pojmy podpůrné prostředí, přechodový objekt, falešné Self, primární mateřské zaujetí
- Ronald Fairbairn – definoval pojmy libidinosní/antilibidinosní Ego, vnitřní sabotér
- Harry Guntrip – definoval koncept regredovaného Ega
- John Bowlby – rozvinul koncept přimknutí (attachment)
- Michael Balint – založil Balintovské skupiny, definoval pojmy filobatický a oknofilický přístup, bazální chyba
- Arnold Modell – definoval pojem přechodová vztahovost

Další představitelé: Masud Khan, Margaret Little, Christopher Bollas

## Lacanovci (též Francouzská psychoanalýza)
- Jacques Lacan – redefinoval oidipovský komplex, definoval pojmy zrcadlová fáze, symbolické/imaginární, jméno otce
- Slavoj Žižek – propojil lacanismus s marxismem a hegelovstvím
- André Green – definoval pojmy erotický řetězec, mrtvá matka, centrální fobická pozice, zpětný dozvuk, odložená akce
- Didier Anzieu – ustavil pojem "Moi-Peau" (povrchové já)
- Jean Laplanche – teorie obecného svedení

Další představitelé: Guy Rosolato

## Kulturní psychoanalýza
- Karen Horneyová
- Erich Fromm
- Harry Stack Sullivan

## Interpersonální psychoanalýza
- William Alanson White – nasměroval americkou psychoanalýzu lékařským a interpersonálním směrem
- Harry Stack Sullivan – definoval pojmy dobrá/špatná matka, dobré/špatné já, bezpečnostní operace, hostilní integrace, parataktická distorze
- Frieda Fromm-Reichmannová – definovala pojem schizofrenogenní matka
- Clara Thompsonová – rozpracovala teorii protipřenosu
- Edgar Levenson – zavedl pojem izomorfické transformace
- Stephen Mitchell – syntetizoval mnoho směrů a vytvořil moderní interpersonální psychoanalýzu
- Daniel Stern – interpersonalistický vývojový model Self

Další představitelé: Jay Greenberg, Lewis Aron, Stuart Pizer, Charles Spezzano, Benjamin Wolstein

## Selfpsychologie
- Heinz Kohut – definoval pojmy narcistická porucha osobnosti, transmutující internalizace, selfobjekt, nukleární Self, bipolární Self, idealizované rodičovské imago

Další představitelé: Joseph Lichtenberg, Frank Lachmann, Beatrice Beebeová, Robert Storolow, Howard Bacal

## Feministická psychoanalýza
- Judith Butlerová
- Julia Kristeva
- Luce Irigarayová
- Hélène Cixous
- Juliet Mitchellová
- Nancy Chodorowová
- Jessica Benjaminová

## Existenciální psychoanalýza
- Ronald David Laing – definoval pojem schizoidnost

## Hermeneutická psychoanalýza
- Roy Schafer – definoval pojmy činitel a vyprávění (retelling)

## Další autoři a myslitelé ovlivnění psychoanalýzou (svět)
- Josef Breuer – spolu s Freudem napsal první psychoanalytický spis, Freud ho někdy označoval za zakladatele psychoanalýzy
- Géza Róheim – aplikoval freudismus na antropologii
- Gaston Bachelard – teoretik umění, rozvinul "psychoanalýzu živlů", zejména z jungovských pozic
- Gilles Deleuze a Felix Guatarri – kritika freudismu a lacanismu z postmodernistických pozic
- Jacques Derrida – Freud ho ovlivnil v jeho pojetí času, přítomnosti a "stopy"
- Claude Lévi-Strauss – rozebíral Freudovo pojetí incestu
- Maurice Blanchot – ovlivněn freudismem ve svém výkladu díla Markýze de Sada
- Charles Mauron – autor nejznámější aplikace psychoanalýzy na literární teorii, tzv. psychokritiky
- Jean Starobinski – užíval psychoanalýzu při interpretaci literárních děl
- Christopher Lasch – Kohutova definice narcismu ho inspirovala k sociologické knize Kultura narcismu
- Serge Moscovici – psychoanalytická teorie masových médií
- Christian Metz – psychoanalytiká teorie filmu
- Laura Mulvey – feministicko-psychoanalytická teorie filmu
- Roland Barthes – Freudův pojem latentní význam ho inspiroval k teorii konotace, freudovská studie o Racinovi
- Paul Ricoeur – hermeneutická interpretace freudismu v práci O interpretaci
- Louis Althusser – aplikoval některé freudovské pojmy do marxismu
- Jean-François Lyotard – pracoval filozoficky s Freudovým pojmem Nachträglichkeit
- Oskar Pfister – aplikoval psychoanalýzu na pedagogiku
- André Breton – zakladatel surrealismu a konceptu "automatického psaní"
- Salvador Dalí – psychoanalýzou silně ovlivněný surrealistický malíř

## Další autoři a myslitelé ovlivnění psychoanalýzou (Češi)
- Bohuslav Brouk – první přehledy o psychoanalýze v českém prostředí, knihy Zde trapno existovat, Lidé a věci
- Záviš Kalandra – napsal freudovskou analýzu českých pověstí (zejm. sv. Václav) České pohanství
- Karel Teige – freudovsky inspirované texty, obvinění z freudismu jedním z hlavních obvinění ve štvavém článku Teigovština v Tvorbě
- Hugo Široký – v 60. letech napsal studii Meze a obzory psychoanalýzy, vyšla v 90. letech
- Vratislav Effenberger – surrealista a teoretik, studie o freudismu
- Jiří Pechar – aplikoval freudismus na literární teorii, kniha Prostor imaginace
- Jiří Cvekl – studie o Sigmundu Freudovi
- Robert Kalivoda – napsal studii Marx a Freud
- Zbyněk Havlíček – příspěvky teorii snu a imaginace
- Vladimír Borecký – studie o symbolice, zejména z pozic jungismu
- Michal Černoušek – napsal původní český Freudův životopis – Sigmund Freud – dobyvatel nevědomí
- Josef Fulka – uvádí lacanismus do českého kontextu, knihy Zmeškané setkání, Psychoanalýza a francouzské myšlení
- Jan Stern – parodoval psychoanalýzu v několika knihách
- Michael Hauser – rozvíjí lacanismus ze žižekovských pozic, kniha Kritika depolitizovaného rozumu
- Pavel Barša – studie o vztahu lacanismu a feministické teorie
- Ladislava Chateau – studie o Lou Andreas-Salomé, Sabině Spielreinové a Marii Bonapartové
- Jan Švankmajer – natočil mimo jiné "psychoanalytickou komedii" Přežít svůj život

## Čeští psychoanalytici
- Emanuel Windholz
- Nikolaj Ossipov
- Theodor Dosužkov – teorie skoptofilie
- Otakar Kučera
- Jaroslav Stuchlík – studie o schizofrenické polyglotii
- Jiří Kocourek – provozoval Psychoanalytické nakladatelství, ředitel Psychoanalytického institutu
- Michael Šebek – přispívá do surrealistického časopisu Analogon
- Václav Buriánek – napsal psychoanalytického průvodce rodným krajem Sigmunda Freuda
- Jan Poněšický – balintovský analytik a psychiatr
- Vladimír Vavrda – autor knihy Otázky soudobé psychoanalýzy